# Suchiapa
Suchiapa è un comune del Messico, situato nello stato di Chiapas.